# 旗語

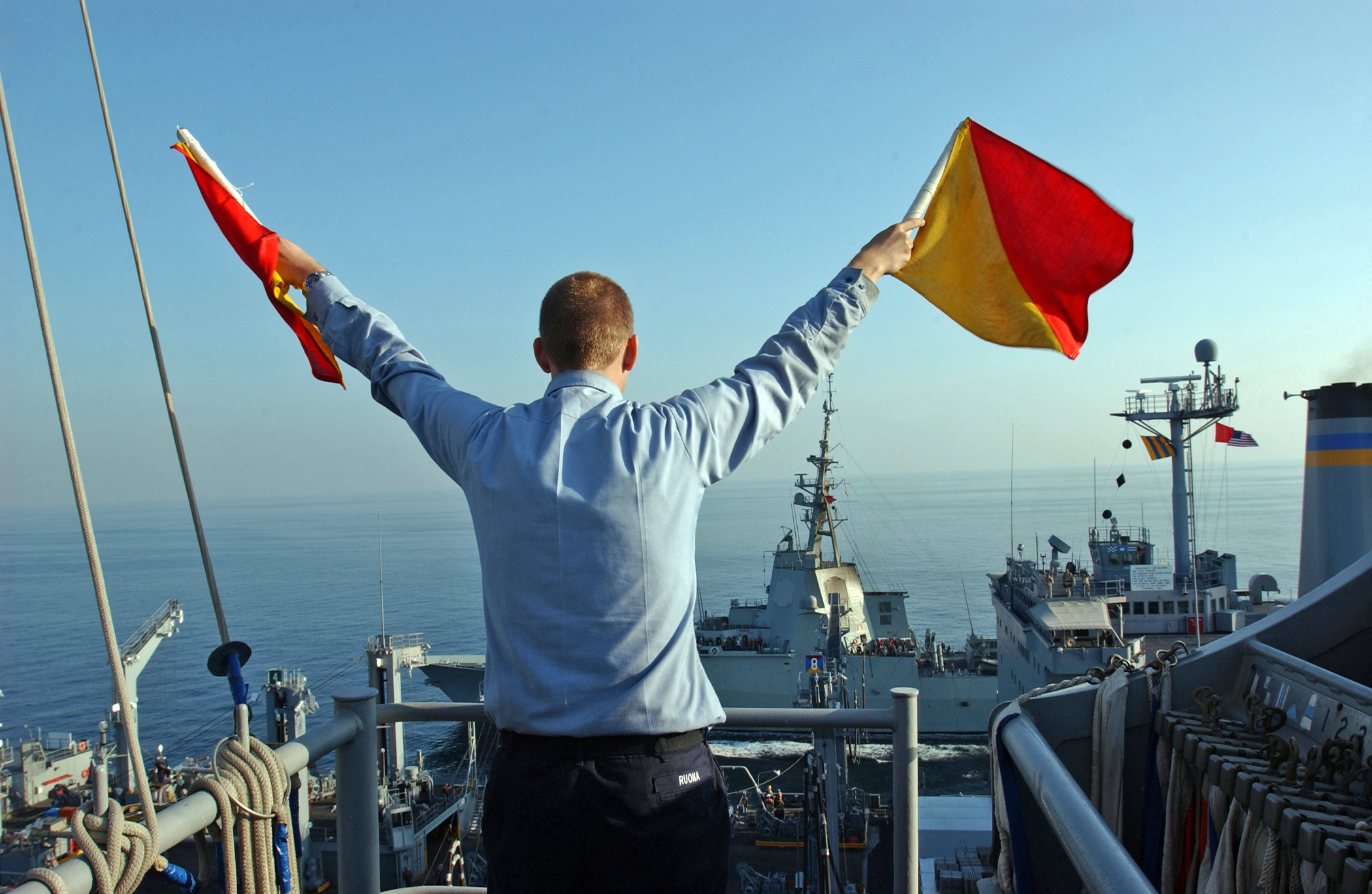
一个美国海军水手在航行补给工作中采用旗语信号（2005年）

旗語（英語：Flag semaphore），一種利用手旗或旗幟傳遞信號的溝通方式，可分單旗和雙旗等兩種，又稱為「手旗信號」或「手旗通信」，距離較長時，借助双筒望远镜或望远镜，以延伸目視距離。

## 歷史
1684年英國人羅伯特·虎克利用懸掛數種明顯的符號來通訊。1793年法國人克洛·沙珀利用十字架左右木臂上下移動所呈現出的位置和角度來表示各個字母，叫做「信號標」（原文）。據說1814年被放逐的拿破崙從厄爾巴島潛逃回巴黎的消息即是利用此法迅速傳遍歐洲。
雙旗式的旗手雙手各拿一面方旗，每隻手可指7種方向，除了待機信號之外，兩旗不會重疊。旗幟上沿對角線分割為兩色，在陸地上使用的為紅色和白色，在海上使用的為紅色和黃色。
旗語可打出字母和數字，但透過一些編碼規範的轉譯，例如中文電碼，就可以傳達更複雜的訊息。

## 雙旗旗語
1933年國際手旗信號通信約定成俗，1961年「政府間海事諮詢組織」（IMCO，1982年改組為IMO國際海事組織）相關國際手旗信號通信增修定，1968年，新版再次頒定。

### 國際手旗信號
開始通信時，發信船將字母旗，懸於旗繩顶端，收信船看到後也掛字母旗「J」，表示已準備妥當後，即開始手旗通信。對於收發信文、更正符號、結束通信皆有一定的作業程序（SOP）。
新國際手旗信號，OSCAR字母旗約15—18平方英寸（97—116平方），旗柄（桿）約22英寸（560）長，手旗部位以360度計，以45度劃分變化，概略有30項變化信號。
| 待機 / 空格         | 數字記號（#） | 错误 / 注意                    | 取消 / 廢除 / 忽略以前的信號 | A / 1 | B / 2 |
| C / 3 / 了解 / 確認 | D / 4         | E / 5 / 請重複 错误（連打8次） | F / 6                        | G / 7 | H / 8 |
| I / 9               | J / 字母記號  | K / 0                          | L                            | M     | N     |
| O                   | P             | Q                              | R                            | S     | T     |
| U                   | V             | W                              | X                            | Y     | Z     |

### 非軍事通信
航行於國際海上的船舶，依國際共通規定的符號來溝通訊息，無論軍艦或商船都可以使用，彼此互送訊息，它是一種信號識別，與密碼是不同的。國際信號通信，主要有旗號、燈號、聲號及手旗等4種。

### 其他
各國國內另行擴增手旗信號種類，悉依各自規範辦理。例如，日本版PDF。

## 圖說

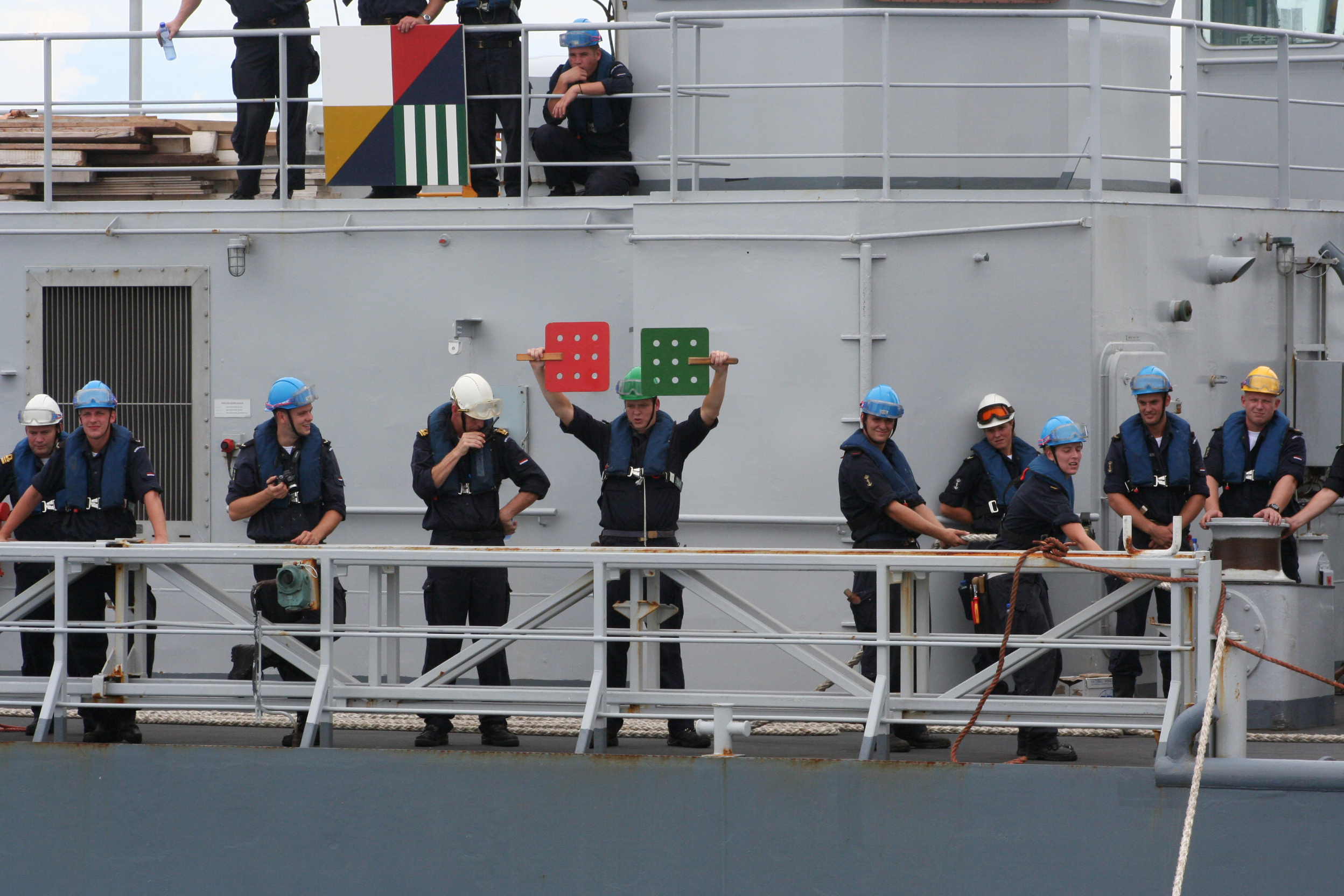
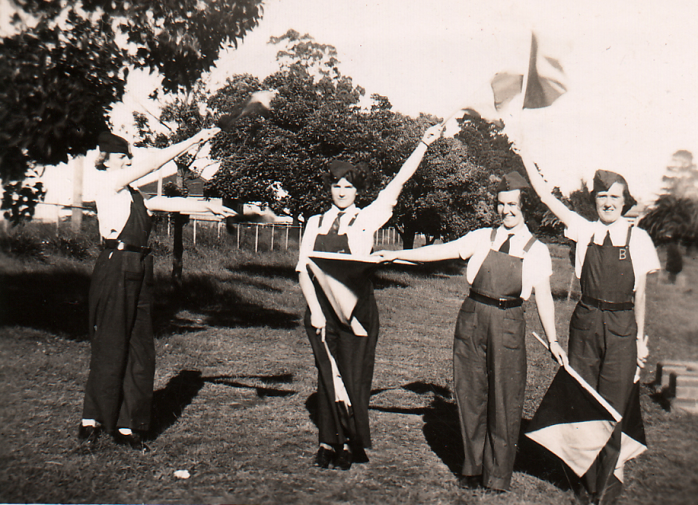
分解動作
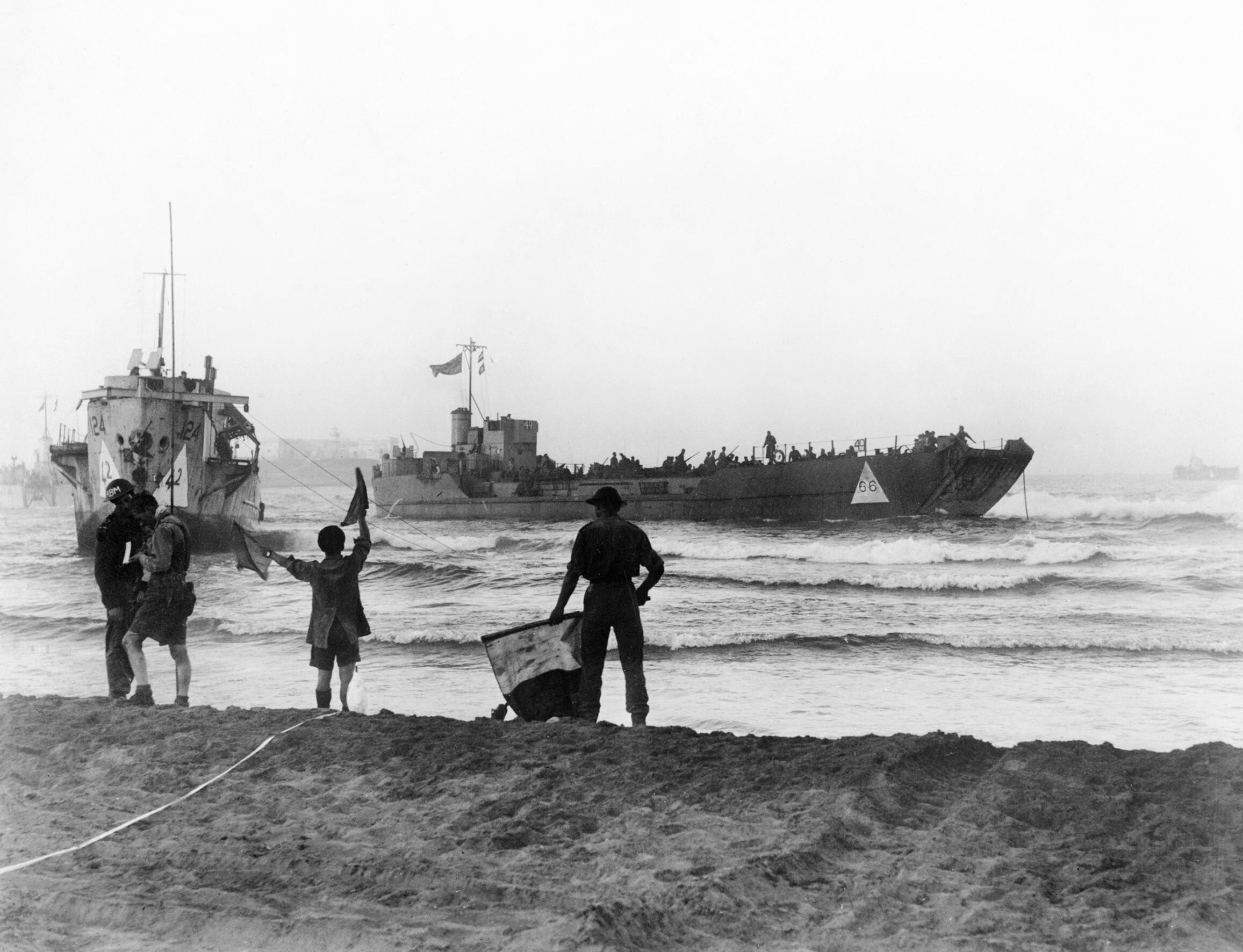
1943年，船舶與岸上，目視通信。

## 相關
- 烽火
- 國際信號旗
- 布板信號（ground cloth），各種旗幟鋪設於平坦面上，俾利識別。
- 訊號燈，海事用詞。

## 延伸閱讀
- 林育辰. . 軍聞社 (中華民國國防部青年日報社). 2014-06-21  [2016-02-23].[]